# Lutici
Els lutici (coneguts per diverses variants ortogràfiques) en català lútics o luticis foren una federació de tribus de la família dels eslaus occidentals del grup dels eslaus polabis, successors dels velets (veleti), que entre els segles X i xii vivien en el territori que és ara l'Alemanya del nord-est. Quatre tribus formaven el cor de la federació: els redars o redaris (Redari, Redarii), els circipans (circipani), els quessins o kessins (kessini, kycini, chizzini) i els tollensis (tholenzi). Si més no, en part, els lutici foren una continuació del veltes. Per contrast amb aquestos i a les poblacions veïnes, el lutici no era dirigits per un monarca cristià o duc, més aviat el poder s'afirmava per mitjà del consens format en assemblees centrals de les elits socials, i els lutici veneraven la natura i algunes divinitats. El centre polític i religiós era Rethra (també referit com a Riedegost o Radgosc).
Els lutici foren esmentats pel primer cop per fonts escrites en el context de la revolta eslava del 983, per la qual van aniquil·lar el govern del Sacre Imperi Romanogermànic en la Marca Billunga i la Marca del Nord. Les hostilitats van continuar fins al 997. Després, les tensions amb l'imperi es van alleujar i el 1003 els lutici van fer aliança amb l'emperador contra el duc Boleslau I de Polònia. Una vegada que el successor de Boleslau, Miecislau II Lambert fou derrotat el 1033, l'aliança es va trencar i va esclatar una guerra germànica-lutícia que va durar fins al 1035, quan els luticis van esdevenir tributaris de l'imperi altra vegada, però altrament retenien llur independència. Una guerra civil entre les tribus principals va encetar la decadència dels lutici el 1056/1057. Els veïns obodrites intervingueren i van sotmetre a la facció nord-occidental dels lutici.
El 1066, els lutici reeixiren a provocar una rebel·lió en contra de les elits obodrites, durant les quals Joan Scotus, el bisbe de Mecklemburg, fou capturat i sacrificat a Rethra. Com a conseqüència, el bisbe d'Halberstadt i l'emperador van saquejar i destruir Rethra en subsegüents campanyes, i el seu paper com a lloc de culte pagà principal va passar al temple de Swantewit a Arkona. Una altra guerra civil durant els anys 1070 conduïa a una major decadència de la federació lutícia, que llavors fou incapaç de resistir a les conquestes i saqueig comesos pels seus veïns en les dècades següents.
Durant la primera part del segle xii, l'àrea d'assentament dels lutici estava dividida entre els principats obodrites, el posterior ducat de Mecklemburg (a l'oest) i la reconstituïda Marca del Nord que va esdevenir el marcgraviat de Brandenburg (al sud), i al ducat de Pomerània (a l'est). Els lutici es convertiren al cristianisme, i al segle xiii foren assimilats pels pobladors alemanys i passaren a ser part del poble alemany durant l'Ostsiedlung.

## Orígens velets

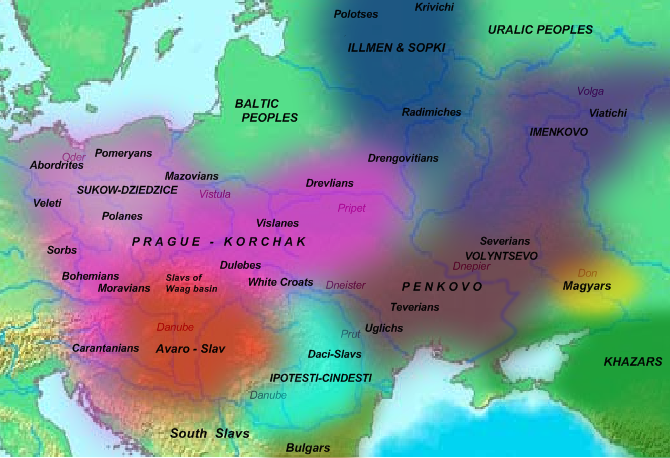
Àrea d'assentament i diferenciació dels pobles eslaus després del, els veltes o veleti hi estan indicats

Almenys en part, els lutici foren una continuació dels veleti (wilzi, wilci), que s'esmenten a les fonts de la fi del segle viii i primera part del segle ix i es diu que habitaven la mateixa regió, i segons el Geògraf Bavarès estaven organitzats de la mateixa manera en quatre tribus (regiones). Si els lutici eren ètnicament idèntics amb les restes dels veleti encara s'ha demostrar. Les cròniques contemporànies de vegades connecten els lutici i els veleti, per exemple Adam Von Bremen (Gesta II, 22) que es refereix a ells com a "Leuticios, qui alio nomine Wilzi dicuntur", i Helmold Von Bosau (Chronica Eslavorom I, 2) que diu "Hii quatuor populi a fortidudine Wilzi sive Lutici appellantur". Els moderns historiadors de vegades es refereixen a les dues entitats per un nom doble, per exemple "Wilzen-Lutizen" en alemany o "Wieleci-Lucice" en polonès.
En la segona meitat del S. IX, els veleti desapareixerien dels registres escrits. Les tribus lutici apareixen per la primera vegada en documents escrits després d'aquest buit: els redarii s'esmenten el 928 per Widukind de Corvey, que els llistava en el context de les tribus eslaves sotmeses per Enric II. Tanmateix aquesta llista també conté la primera menció dels veleti després del buit esmentat, i els redaris es consideren com a entitat separada dels veleti. El 955, el tollensis i circipanis s'esmenten primer als Annals de St. Gallen de la mateixa manera els veleti, en el context de la batalla de Recknitz (Raxa).
Aquest doble nom de veleti i redari, tollensi i/o circipani no es va repetir tanmateix en subsegüents registres, per exemple els documents de la Dinastia Otoniana que no mencionen els velets, mentre repetidament fan referència a redaris, tollensis, circipans i altres tribus en l'àrea respectiva. A més, hi ha molt poques mencions dels veleti en fonts de segle X: a més a més dels registres esmentats, els veleti són referenciats solament als annals de Saint Gall el 995 i als annals de Quedlinburg el 995 i 997. Segons Fritze (1982), això reflecteix la nomenclatura incerta després de la decadència dels velets, almenys com a entitat política, a la meitat del segle ix. Una variant de la designació "lutici" s'enregistrava pel primer cop als annals de Hildesheim el 991, i, començant al ducat de Saxònia, aquest nom fou gradualment adoptat per altres cronistes. La primera menció del kessini és una entrada en l'obra d'Adam de Bremen Gesta Hammaburgensis Ecclesiae Pontificum, referida a l'any 1056.

## Noms i variants d'ortografia
El nom de lutici ha sobreviscut en les seves moltes variants d'ortografia llatina utilitzades per cronistes contemporanis, la majoria de les quals són encara utilitzades en la historiografia moderna (a més a més a les seves adaptacions angleses, alemanyes i poloneses). L'etimologia d'aquests termes no és segura, s'ha proposat que es derivin de l'arrel eslava ljut, significant "salvatge", "feroç", o de l'arrel eslava lut o el seu equivalent llatí lutum, significat "aiguamoll". L'original en polabi podria haver estat L'utici.
| Taula: Variants d'ortografia de "Lutici" | Taula: Variants d'ortografia de "Lutici" | Taula: Variants d'ortografia de "Lutici" | Taula: Variants d'ortografia de "Lutici" |
| ---------------------------------------- | ---------------------------------------- | ---------------------------------------- | ---------------------------------------- |
| Forma llatinitzada *                     | Forma anglitzada                         | Forma germanitzada                       | Forma polonitzada                        |

| Lutici  | Luticians  | -        | Lucice |
| Lutici  | Luticians  | -        | Lucice |
| Leutici | Leuticians | -        | -      |
| Liutici | Liuticians | -        | -      |
| Lyutici | -          | -        | -      |
| Lutitii | Lutitians  | -        | -      |
| -       | Liutitians | -        | -      |
| Lutizi  | Lutizians  | Lutizen  | -      |
| Leutizi | Leutizians | Leutizen | -      |
| Liutizi | Liutizians | Liutizen | -      |

* com ha estat adoptat de les fonts llatines contemporànies per la historiografia anglosaxona
Els noms de les quatre subtribus es refereixen a les seves àrees d'assentament respectives: els kessini al voltant del seu baluard principal Kessin en el baix Warnow els circipani se centraven en el Peene superior,. els tollensi al Tollensesee, i els redari vivien al sud del llac Tollensesee al voltant de Rethra. En l'últim cas tanmateix, és desconegut si el nom de la divinitat és el nom de l'arrel del baluard i la tribu o és d'un altra manera, i les teories alternatives connecten el seu nom a un riu hipotètic "Rada" o proposen una traducció com "gent de pèl roig". S'han refutat teories anteriors que tradueixen "redarii" com "pagesos", "llauradors" o "guerrers".
Els noms d'aquestes tribus va existir en diverses variants d'ortografia, incloent-hi tolensane i tholenzi per als tollensi;. circipani, zcirizspani i zerezpani per als circipans;. així com riaderi, redarii, i rederi per als redars.

## Història

### Rebel·lió de 983
En 983, els lutici iniciaven una rebel·lió oberta, i en la subsegüent guerra (983-995) van tenir èxit en eliminar el control imperial sobre la majoria de la Marca del Nord i Marca del Billungs, on els bisbats corresponents de Brandenburg i Havelberg foren de facto anihilats. La rebel·lió afectava no solament territoris luticis, sinó també als dels veïns obodrites (també abodriti) i hevelli (també stodorani). L'estratègicament important Brandenburg dels hevelli fou saquejada amb èxit per forces dels lutici i defensada reeixidament dels atacs dels marcgravis saxons i dels prínceps dels hevelli. Els lutici pagans van nomenar a Kizo, un cristià saxó, comandant de Brandenburg. El cronista alemany contemporani Thietmar de Merseburg (VI, 25) culpa de la revolta al maltractament dels lutici pels marcgravis: "els guerrers, que solien estar al nostre servei, ara s'alliberen a conseqüència de les nostres injustícies ['iniquitates'].".

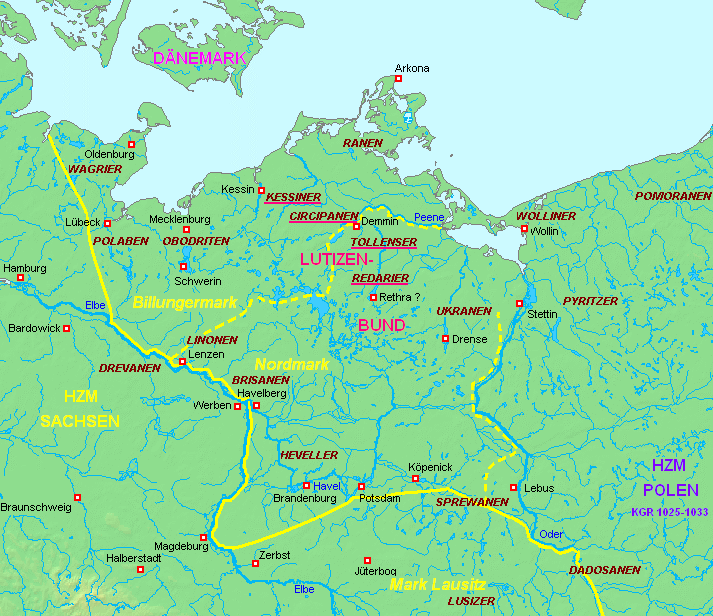
Federació Lutícia (983-1056/57)

En el principat obodrita, els lutici iniciaren una rebel·lió que apuntava a l'abolició del govern feudal i del cristianisme, rebent un suport considerable del poble obodrita. En part, la rebel·lió obrodita va tenir èxit: La família principesca, encara que en part romania cristiana, va dissoldre les institucions cristianes, i el bisbe d'Oldenburg va haver d'abandonar el seu bisbat. Els rebels obodrites van destruir la seu a Oldenburg i també la seu de la diòcesi, a Hamburg. La subsegüent guerra amb els saxons tanmateix va culminar amb el saqueig del baluard obodrita de Mecklenburg per l'emperador Otó III el 995.
La revolta havia començat quan l'Imperi Romà Sagrat estava debilitat per la derrota de l'emperador Otó II contra els sarraïns en la batalla de Stilo (982). Otó II va morir a Roma en breu després que la rebel·lió comencés, i tres setmanes més tard, el seu fill de tres anys Otó III fou coronat i ungit com a rei d'Alemanya pels arquebisbes de Magúncia i Ravenna a Aquisgrà (Aix-la-Chapelle/Aachen) el Nadal de 983. La coronació no fou indiscutida: un grup d'oposició s'havia format a l'imperi que donava suport per la reialesa al duc de Baviera Enric el Barallós, i els ducs eslaus occidentals cristians Boleslau II de Bohèmia i Miecislau I de Polònia així com el príncep obodrite cristià Mstivoj van estar entre els seguidors del bavarès. Tots ells havien acceptat la reclamació d'Enric al tron al Hoftag de Pasqua 984 a Quedlinburg i només al Hoftag de Pasqua del 986 també a Quedlinburg, Otó III fou acceptat com a rei per l'oposició, incloent-hi els ducs de Bohèmia i Polònia. Encara que ni Mstivoj (també Mistui, mort entre 992 i 995), ni el seu fill i successor Mstislav no eren presents a la reunió del 986, continuaren mantenint lligams estrets amb l'imperi, malgrat la seva participació en campanyes a les regions saxones de Nordalbínga i Altmark (Vella Marca) en l'etapa inicial de la revolta.
Dominar la rebel·lió dels lutici va esdevenir objectiu central del jove rei i unes quantes campanyes dels lutici i obodriti a la part oriental del ducat de Saxònia i d'altra banda campanyes alemanyes als seus territoris, foren una constant durant gairebé tots els anys del seu regnat. Així, els saxons experimentaven unes quantes dificultats que resultaven de l'organització descentralitzada dels lutici. A banda de la reconquesta intentada de les seus perdudes dels bisbats, els exèrcits saxons van enfrontar muntanyes, llacs i boscos però faltaven els objectius adequats per decidir la guerra. Segons els Annales Quedlinburgensis, la primera campanya saxona del 985 va seguir una tàctica de terra cremada: "amb foc i massacre, devastaven la regió sencera" (totam terram illam incendiis et caedibus devastaverunt), una característica que s'aplicaria també a les següents campanyes. Segons una hipòtesi de la historiografia moderna, per exemple Gerd Althoff, aquestes campanyes no tenien el propòsit primari d'una reconquesta, sinó més aviat de venjança i de saqueig.
La primera de tals campanyes en què Otto III va participar fou el 986, quan tenia sis anys. El 991, a l'edat d'onze, participava en la reconquesta provisional de Brandenburg, que fou perduda aviat una altra vegada a causa de la traïció d'un traïdor saxó, i el 992 participava una altra vegada en el subsegüent setge de Brandenburg, on l'exèrcit saxó va patir moltes baixes abans que sortís victoriós el 993. En 994 tanmateix, la marea de la guerra va girar una altra vegada.
Així, Otó III va organitzar una campanya que implicava una participació abundant de prínceps de l'imperi, que era també la primera campanya que portava com a governant independent, ja que abans del 994/995 havia estat sota tutela de la seva mare Teofano i després de la seva mort, sota el tutelatge de la seva àvia, Adelaida, i de Willigis, arquebisbe de Magúncia. Entre els participants a la campanya estava Bernat I de Saxònia, el seu anterior rival Enric II de Baviera junt amb el seu fill i emperador posterior Enric IV de Baviera, també els bisbes de Regensburg i Freising, l'arquebisbe de Magdeburg, Giselher i el seu sufragani Eicó, bisbe de Meissen, els marcgravis Geró i Liutha, el duc Boleslau I de Polònia, un fill del duc Boleslau II de Bohèmia i el futur rival d'aquest darrer Sobieslau o Soběslav (+ 1040), germà d'Adalbert de Praga. Mentre, Enric II el Barallós de Baviera va morir abans que la campanya comencés el 995, i el seu fill Enric IV (després II emperador) llavors va retornar a Baviera per assegurar la seva successió, però la llista dels participants i la força reunida distingia aquesta campanya d'altres campanyes saxones muntades abans per aixafar la rebel·lió. La campanya del 995 també tenia un paper en la història de Bohèmia: Boleslau II contra les seves promeses, aprofitava l'absència del seu rival Sobieslau, marxava al baluard d'aquest a Libice (Libitz) i matava als membres de la seva família, l'opositora dinastia Eslaviníquida.
A primers del 996, Otó III va anar a Roma per rebre la corona imperial del papa Gregori V. Alhora, Adalbert de Praga era també a Roma, i tant Otó com Adalbert marxaven - en rutes diferents - el juny de 996, per trobar-se una altra vegada a Ingelheim i Magúncia durant la tardor. Adalbert, que a Roma i amb el consentiment del papa, havia acceptat anar-se'n a una missió a territori pagà, estava encara indecís en si hauria d'intentar convertir els lutici o els vells prussians. Finalment va optar per a una missió amb els prussians, que el van matar el 23 d'abril del 997. També el 997, Otó III muntava una última campanya a les àrees tingudes pels lutici, atacant els hevelli. Després, Otó III es va centrar a reorganitzar el Sacre Imperi.

### Aliança germànica-lutía contra Polònia
Després que els lutici obtinguessin la independència, Otó III es va aliar contra ells amb Miecislau I de Polònia, al qual volia integrar en el seu renovatio imperii Romani Boleslau I de Polònia, successor de Miecislau, tanmateix va expandir el seu regne i va negar homenatge al successor d'Otó, Enric II per a Bohemia, conquerida el 1003. A més, Boleslau donava suport a l'oposició interior alemanya a Enric. Això va portar a Enric a abandonar la reconquesta de les àrees dels lutici, i en canvi oferir-los una aliança contra Boleslau, esmentada primerament en una reunió a Quedlinburg el 28 de març de 1003. Com que els lutici romanien pagans, aquesta política fou criticada àmpliament a l'imperi, especialment pel clergat. Pel 1004 Enric II havia expulsat a Boleslau del ducat de Bohemia i dels territoris adjacents a Lusàcia, i pel 1005 muntava una contraofensiva.
El Lutici, que participaven en la campanya, provocaven desanim entre l'exèrcit cristià en portar-hi ídols de les seves divinitats. Thietmar de Merseburg esmenta retards causats pels lutici que van impedir a l'exèrcit imperial derrotar decisivament a Boleslau, i òbviament no era en l'interès dels lutici eliminar l'amenaça de Boleslau, ja que aquesta era la base per l'aliança entre luticis i germànics i la que evitava la represa de campanyes alemanyes a territori de Lutícia. D'altra banda, els retards eren provocats també per guies corruptes i per uns quants nobles saxons, que també s'oposaven a campanyes contra el cristià Boleslau i més aviat donaven suport a restablir el control i missions al país del lutici pagans. La campanya va avortar prop de Poznan quan els enviats de Boleslau van negociar un acord de pau.
Després, Boleslau va negociar una aliança contra els lutici "in Christo" amb nobles desconeguts a Magdeburg, mentre "que les paraules i els diners" intentaven instigar lutici i bohemis alhora contra Enric, segons el testimoni d'enviats lutici i bohemis a Regensburg (Pasqua del 1007). Els enviats lutici i bohemis demanaven un atac ràpid contra Boleslau, tot i així Enric es va trobar amb considerable oposició d'uns quants nobles en contra d'una nova guerra. La guerra (1007-1013) fou llavors començada per Boleslau, i les fonts no esmenten participació dels lutici. El següent registre dels lutici en les fonts és de negociacions a Amberg el novembre de 1012, confirmant l'aliança de 1003. Forces considerables de lutici van participar en les dues campanyes d'Enric II contra Boleslau el 1015 i 1017.
El 1017 tanmateix, dos incidents van portar a la sortida provisional dels lutici de la campanya. Primer, el llançament d'una pedra d'un company del marcgravi Herman Billung que va fer malbé un ídol lutici, i Enric II es va haver de reconciliar amb ells pagant dotze lliures d'argent. En segon lloc, perdien cinquanta guerrers i un ídol d'una divinitat femenina en una inundació mentre creuaven el riu de Mulde, prop de Wurzen. Els lutici interpretaren aquests incidents com mal omen (auguri), i marxaven decidits a trencar l'aliança amb l'emperador. Tanmateix, una assemblea fou convocada i es va decidir reprendre la guerra en el costat de l'emperador, i dos exèrcits lutici una altra vegada atacaren a Boleslau més tard el 1017. Un exèrcit dels lutici es va unir a les forces de l'emperador en el setge de Glogau (Thietmar VII, 59), mentre l'altre atacava un altre baluard de Boleslau i devastaven la regió circumdant una vegada que havien perdut 100 homes en un intent fracassat de conquerir-lo (Thietmar VII, 61). Günther, un eremita de Magdeburg, va anar en missió a les terres dels lutici durant el mateix any, sense èxit.
La pau de Bautzen (1018) va acabar la guerra entre Enric i Boleslau, i els lutici atacaren llavors als seus veïns occidentals, els ducs obodrites, durant el mateix any. Justificaven l'atac amb el fet que els obodrites no haguessin participat en la guerra. Als lutici els donaven suport part dels obodrites, i la rebel·lió que va seguir va expulsar al duc obodrita Mstislav cap a Saxònia i va destruir la seu a Oldenburg. Això provocava la intervenció del rei danès Canut el Gran el 1019, i el duc de Saxònia i el bisbe de Bremen, prèviament en una disputa sobre les àrees d'influència obodrites, van combinar les seves forces el 1020 i van acabar la rebel·lió el 1021.
Quan Enric II va morir, Boleslau I de Polònia va utilitzar el buit de poder a l'imperi per coronar-se rei el 1025. Va morir en el mateix any, però el seu fill i successor Miecislau II Lambert també va agafar el títol reial, i negava haver de retre homenatge al successor d'Enric II, l'emperador Conrad II, i cobejava els territoris dels lutici. Conrad reprenia l'aliança germànica-lutícia. El 1028, Miecislau envaïa i devastava l'àrea a l'est del riu Saale en una campanya que també afectava a una tribu aliada dels lutici, els hevelli. Així, en el mateix any, delegats lutici van demanar a Conrad ajuda contra el "tirà Mieszko" en un sínode a Pöhlde; la resposta de Conrad tanmateix no consta. Des de 1029 a 1032, l'emperador muntava unes quantes campanyes contra Miecislao II, derrotant-lo completament i forçant-lo a signar el desfavorable tractat de Merseburg el 1033. Si les forces del lutici van participar en les campanyes no se sap. Amb Polònia derrotada i desintegrant-se en una guerra civil, l'aliança germànica-liutícia havia perdut la seva base, i començava una nova guerra.

### Guerra Germano-Lutícia

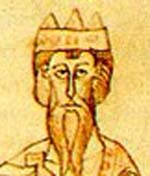
Conrad II

El 1033, un exèrcit lutici atacava repetidament la fortalesa de Werben a l'Elba. Un exèrcit de sòcors saxó fou derrotat, i van morir 42 cavallers. L'emperador Conrad II tanmateix se centrava a assegurar la successió al regne d'Arle i així s'abstenia de la venjança immediata. El 1035, els lutici saquejava Werben després d'un acte de traïció i mataven la majoria del que acusava de certes faltes, refugiats a la fortalesa. Conrad II va donar suport a Bretislau I de Bohèmia, i va prendre venjança amb una campanya a gran escala als territoris de Lutícia. El resultat no fou decisiu, amb els dos costats patint fortes baixes.
Una subsegüent campanya muntada principalment per nobles saxons va ocasionar la derrota dels lutici, que van haver d'acceptar pagar un fort tribut i proporcionar ostatges. Malgrat la derrota, els lutici retenien la seva autonomia, i els bisbats de Brandenburg i Havelberg no foren reinstal·lats.

### Guerres civils i govern obodrita
En 1056/1057, la federació Lutícia es desintegrava en una guerra civil (Lutizischer Bruderkrieg, "Guerra civil Lutícia"). Kessins i circipans lluitaven contra tollensis i redars. La disputa fou decidida per una intervenció del príncep obodrita Gottschalk, gendre del jarl danès Sven Estridson. Després que el príncep obodrita Ratibor i els seus fills van morir en batalla el 1043, Gottschalk s'havia establert com a nou príncep obodrite i part del regne de Lutícia amb el suport de Sven Estridson i del duc Bernat II de Saxònia. Segons Adam de Bremen (Gesta II, 79), Gottschalk va anar a les "terres eslaves amb una força poderosa, va atacar tothom i va fer gran por entre els pagans." El 1057, una altra vegada amb el suport de Bernat II i Sven Estridson, Gottschalk sotmetia els kessini i circipani i els integrava al seu regne.

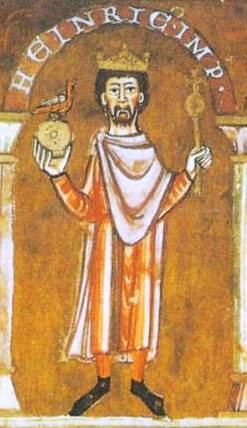
Enric IV

El 1066, els lutici es van veure implicats en la rebel·lió obodrita, durant la qual Gottschalk va morir, la seva muller i altres parents, i els restants parents foren expulsats de Mecklemburg despullats, mentre que un monjo, Ansvar, i altres, foren lapidats fins a morir a Ratzeburg. Adam de Bremen (III, 51) a més enregistra la captura del vell bisbe de Mecklemburg "Iohannes" (Joan Scotus) que fou enviat a Rethra, on el seu cap fou tallat i sacrificat al déu Redigost. Tanmateix, el bisbe d'Halberstadt, Burcard, saquejava Rethra a l'hivern de 1067/1068, i com a símbol de la seva victòria anava a cavall dins el temple sagrat. A l'hivern de 1069, el rei i l'emperador següent Enric II portaven una campanya de seguiment als territoris dels lutici, saquejant i assolant l'àrea.
El 1073 Enric IV procurava guanyar els lutici com aliats en contra d'una oposició saxona dirigida per Otto de Nordheim. Segons Brunó de Querfurt, Enric IV oferia als lutici l'oportunitat de conquerir tanta terra saxona com desitjessin. Els nobles saxons llavors intentaren també guanyar els lutici com aliats contra Enric IV: Entre els lutici, va esclatar una altra guerra civil entre les faccions que volien donar suport a Otó i a Enric, ocasionant un peatge de morts molt alt. Com a conseqüència, els lutici foren incapaços d'atacar ni a Enric ni a Otó. Tanmateix, a causa de la controvèrsia de les investidures, Enric IV havia de canviar el seu focus fora de les àrees dels lutici, i així aquestos van retenir la seva independència. El 1090, Enric, príncep obodrita, havia consolidat el regne obodrita amb suport danès i saxó, i havia matat el seu rival Krutó. Després que una rebel·lió obodrita fou reprimida el 1093, Enric es va expandir cap a l'est en unes quantes campanyes, i va sotmetre tota Lutícia del riu d'Havel. El 1100/1101, Enric l'obodrita aliat amb els saxons va assetjar Havelberg on els hevelli i els brisani s'havien revoltat, mentre el seu fill Mistue saquejava el proper territori dels linoni amb 300 eslaus i 200 saxons.

### Divisió i conversió de les àreeslutici
Quan el 1115 el duc saxó Lotari de Supplinburg va derrotar a Enric V en la batalla de Welfesholz, la influència de l'emperador a Saxònia i els territoris dels wends havia desaparegut virtualment. D'altra banda, Lotari llavors seguia una política expansionista. Entre les tribus feia campanya en contra de totes, sense tenir en compte si eren dins de l'esfera obodrite d'interès; el príncep Dumar dels kessini, es sotmetia junt amb els seus fills, el 1114. A aquesta campanya es donava suport pel (nominal) marcgravi de la Marca del Nord, l'exèrcit del qual incloïa 300 cavallers circipans. Unes quantes campanyes posteriors de Lotari a les àrees dels lutici van seguir entre 1115 i 1127. El 1121, Lotari va muntar una altra campanya reeixida contra el kessini, aquesta vegada saquejant el seu baluard principal, Kessin, i sotmetent el seu príncep Sventipolk. En el mateix any, el duc Boleslau III de Polònia muntava una campanya a l'àrea de Müritz. El 1127, una campanya de Lotari afectava a l'àrea de Gützkow. Amb les seves campanyes, Lotari reprenia la reclamació alemanya a les àrees perdudes el 983.
El 1127, Kessin era una altra vegada saquejada, junt amb Werle, aquesta vegada pel príncep obodrita Sventipolk. Un fill d'Enric l'obodrita (mort el 1125), Sventipolk, lluitava per l'herència del seu pare contra el seu germà Knud. En la seva campanya contra els kessini li donava suport el comte Adolf I de Schauenburg. Tanmateix, Sventipolk, el seu fill Swinike i el seu germà Knud foren tots assassinats el 1128, i el 1129 Lotari (rei dels alemanys des de 1125) donava el "regne dels Obodrites" al danès Knud Lavard, que fou tanmateix assassinat per un parent el 1131. El seu successor al regne Obodrite oriental, fins al riu Peene, fou Niklot.

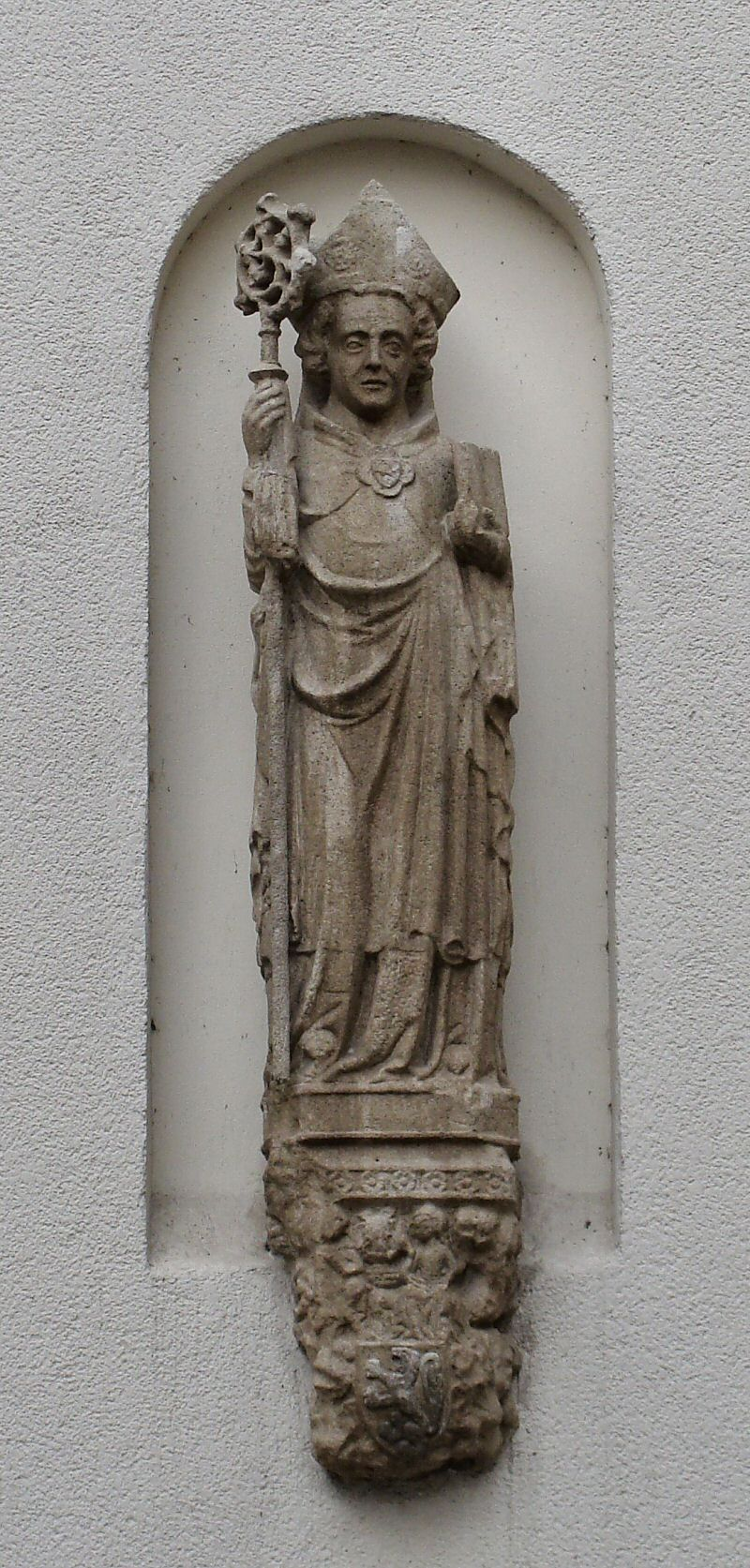
Otó de Bamberg, Castell dels ducs de Pomerània, Szczecin (Stettin)

Les àrees dels lutici orientals entre el Peene, Tollense, Uecker i Oder havien estat aleshores sotmeses per Wartislaw I de Pomerània i els lutici primores d'aquesta àrea es van convertir al cristianisme el 1128. Per això els ducs pomeranis ocasionalment anomenats dux Liuticiorum. La conversió dels lutici fou acomplerta per Otó de Bamberg, que havia estat en missió també entre els pomeranis i les tribus del baix Oder (prissani i velunzani, tot sota el govern de Wartislaw) el 1124/25. Boleslau III de Polònia havia sotmès Wartislau després de la seva campanya a Lutícia abans esmentada, i el 1127 era al voral d'atacar Wartislaw una altra vegada a causa de les conquestes d'aquest en terres de Lutícia, que havien reforçat considerablement la posició de Wartislaw. Quan Otó de Bamberg esperava a Wartislaw I a Demmin el 1128 per convertir els lutici, el duc pomerani va aparèixer amb dos exèrcits, i segons el biògraf d'Otó, Herbod, va saquejar i cremar les àrees circumdants abans que tingués xerrades amb Otó sobre la conversió. Wartislaw també havia convocat una reunió dels nobles lutici a Usedom, on acceptaren el cristianisme per l'aparició d'Otó i Wartislaw. Otó llavors va destruir els temples pagans a Wolgast i Gützkow, abans de fer de mediador en la disputa entre Wartislaw I i Boleslau III. Boleslau va avortar les seves preparacions per a la guerra, i a canvi Wartislaw I va acceptar la superioritat feudal de Boleslau per al seu territori a l'est de l'Oder, mentre que per a les àrees dels lutici el seu superior era Lotari. Quan el papa va coronar a Lotari com a emperador a Roma el 6 de juny de 1133, també va dictar un document dirigit al bisbe Norbert de Magdeburg esmentant un "Bisbat de Stettin" per a les àrees dels lutici entre l'Elba i l'Oder, i un bisbat de Pomerània per les àrees a l'est de l'Oder. Aquests bisbats tanmateix no es van materialitzar, en canvi el Bisbat de Wollin fou fundat el 1140 per a les àrees llavors governades per Wartislaw I.
El 1134, Lotari donava la marca del Nord, o sigui l'àrea al sud del riu Peene, a Albert l'Ós de la casa d'Ascània. La Croada Wenda del 1147 apuntava a les àrees dels obodrites i luticis. Després d'un període de govern danès en la part del nord, els ducats del Sacre Imperi Romanogermànic de Pomerania i Mecklenburg (successor de l'estat Obodrita) així com el marcgraviat de Brandenburg (successor de la Marca del Nord) s'havien consolidat en les anteriors àrees de Lutícia. Durant l'Ostsiedlung, els lutici foren assimilats per pobladors alemanys, esdevenint finalment part del poble alemany.

## Religió
Tradicionalment, ell lutici veneraven la natura en boscos sagrats o a fonts, llacs, i rius. Allà, veneraven i feien sacrificis sense el suport de sacerdots. A més a més, els lutici mantenien uns quants llocs de culte. La densitat de temples lutici era la més alta en tota l'àrea d'assentament eslava. A partir de 2002, aproximadament vint tals llocs de culte s'han identificat, entre els quals Rethra (Riedegost) el més important, abans que el temple de Svantevit a Arkona prengués el paper principal després de la destrucció de Rethra. Els llocs de culte com Rethra eren mantinguts per sacerdots, i des que en la seva societat la política estava vinculada a les creences religioses i no governats per un monarca secular, els sacerdots de Rethra eren extremadament influents. Segons Thietmar (Vi, 25), totes les regions tenien el seu propi temple, i cada casa un ídol especial.
El manteniment de llocs de temples marca la transició de la veneració de la natura a la veneració d'ídols representant divinitats personalitzades, una tendència que en la historiografia s'interpreta com a resultat de contactes amb el cristianisme. Mentre que l'erecció de llocs de culte floria des del segle x, un ídol datat als segles vii i viii s'ha trobat en Feldberg, i un lloc de culte envoltat per taulons es trobava a la fortalesa de Groß Raden, datant de la segona meitat del segle ix.

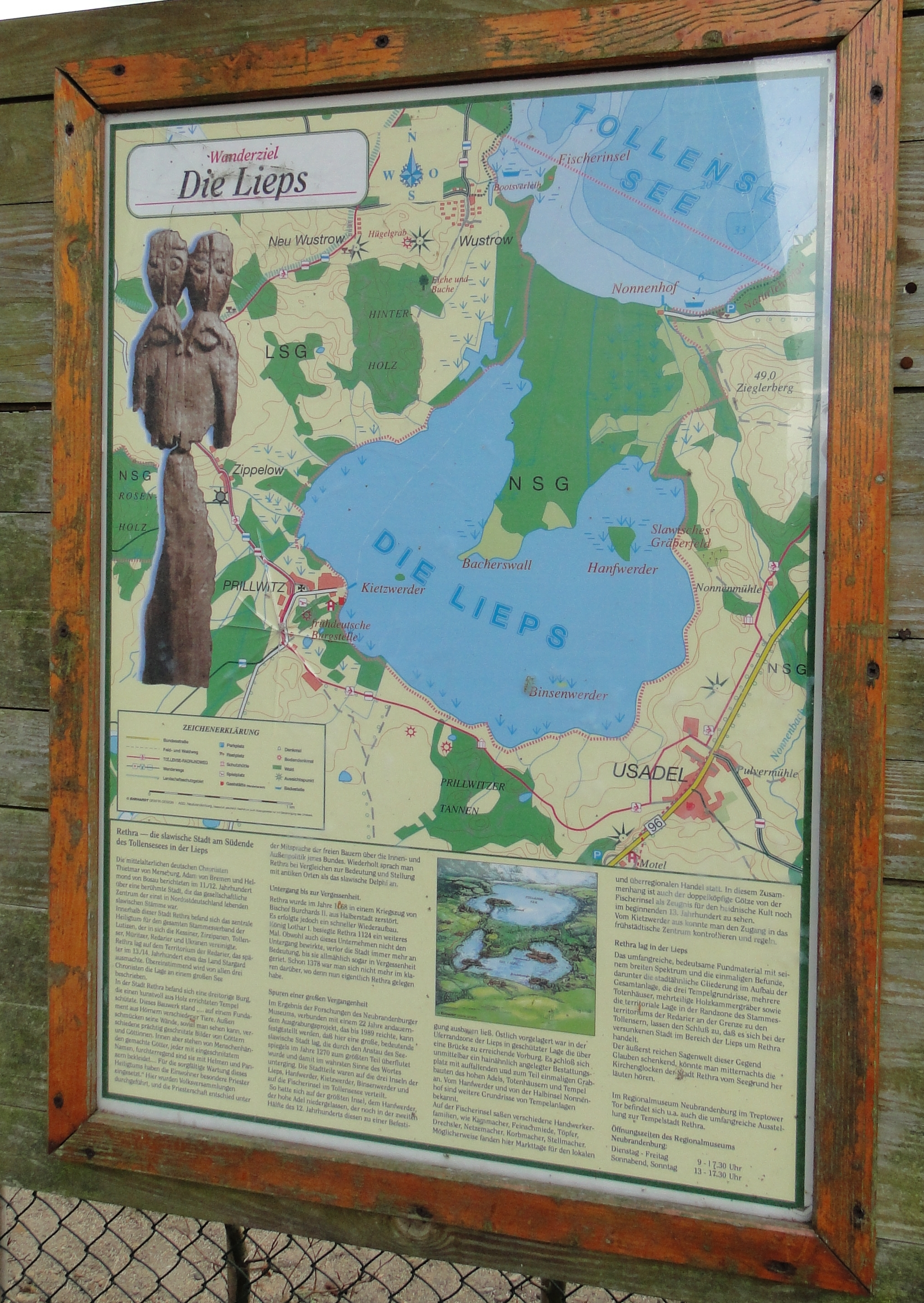
Informació prop del llac Lieps, afirmant ser el lloc de Rethra. Tanmateix no s'ha establert encara un consens dels historiadors en la localització del temple, i les diverses teories de moment s'han refutat.

La divinitat principal venerada a Rethra és esmentada com Zuarasici per Thietmar (VI, 23), i com Redigost (Redigast, Riedegost) per Adam de Bremen (II, 21; III, 51) i Helmold (I, 2). Això és interpretat per historiadors i lingüistes de maneres diferents: probablement, els noms diferents marquen la transició d'un nom amb l'arrel iraniana xvar, "sol", a una divinitat personalitzada clara amb el nom Riedegost. Es podria llavors haver adoptat com el nom del temple (Rethra) com el nom de la tribu que es va instal·lar allà (Redarii). Seguint la hipòtesi alternativa, era al revés: Adam de Bremen i Helmold equivocadament adoptaven el nom del lloc del temple com el nom de la divinitat, que era correctament identificada per Thietmar i es correspon amb Svarožič o Svarog. Segons una tercera teoria, Riedegost era el nom alternatiu del Zuarasici de Thietmar.
Thietmar (VI, 23) descrivia Rethra com un castell (urbs) amb tres banyes (tricornis) i tres portes (tres in se continens portas), dos dels quals podien ser accedides per terra, mentre la tercera i més petit un s'encarava amb un llac (euga) a l'est, suposadament una vista que aterreix (horribile visu). El castell estava envoltat per massa forestal (silva). Dins del castell, hi havia un temple de fusta amb banyes animals, i en aquest temple hi havia ídols d'unes quantes divinitats, cadascun amb un nom gravat i portant casc i arnès, amb Zuarasici com la divinitat més important. Gonfanons (vexilla) d'aquestes divinitats eren emmagatzemats dins del temple i només havien de deixar el lloc durant una guerra. Thietmar escrivia això quan els lutici eren aliats de l'emperador, una aliança a la qual s'oposava, i incloïa el seu informe a Rethra amb el propòsit d'advertir-ne els alemanys. També explícitament dirigia als lector i els recomanava no seguir el culte dels lutici, però en canvi adherir-se a la Bíblia Sagrada.
Adam de Bremen escrivia la Gesta Hammaburgensis Ecclesiae Pontificum quan Rethra era ja en decadència, i donava una descripció una mica diferent: segons ell, Rethra, "seient dels ídols" (sedes ydolatriae) estava envoltada d'un llac profund i tenia nou portes. Descrivia Redigast com la divinitat superior en un temple gran, demoníac (templum ibi magnum constructum est demonibus, princeps est Redigast), que podria ser accedit per un pont de fusta pels que volien sacrificar o preguntar a l'oracle.
El conista de segle xii, Helmold, en gran part segueix la versió d'Adam. La diferència en els números utilitzats per Thietmar (" tres ", tricornis) i Adam (" nou ") podria ser explicat amb l'ús simbòlic d'aquests números, dels quals se suposa que no descrivien Rethra, sinó que més aviat la connectaven al submón. El marrà, que segons Thietmar sortia fora del llac abans d'una guerra per prendre plaer en el fang, "terriblement tremolant i apareixent a molts", podria de la mateixa manera ser un símbol que Thietmar feia servir per al diable més que un oracle real, per contrast amb l'oracle dels cavalls.
La localització del temple de Rethra és encara desconeguda. Teories que Rethra podria haver estat a Feldberg, abadia de Wanzka o Gnoien han estat refusades. La majoria de les teories se centren en l'àrea de Strelitz de Mecklemburg, i en particular el Tollensesee.

## Lloc d'enterrament deseglexiia Sanzkow
Els registres arqueològics suggereixen una esperança de vida de 20 a 30 anys, principalment a causa d'una mortalitat infantil alta. Excavacions al lloc d'enterrament de Sanzkow prop de Demmin on es revela que un 25,8% dels nens enterrats estaven per sota l'edat de 6 anys, 4,4% més sota l'edat de 12 anys, que se sumaven a una mortalitat infantil aproximada d'un 20%. Per als que arribaven a adults, l'edat de mort mitjana era de 40,7 anys (mascles) i 34,1 anys (femelles), i només un 4,4%, principalment homes arribava a una edat de més de 60 anys. L'esperança de vida més baixa de les dones resulta de la mortalitat puerperal: Una dona mitjana donava naixement a tres o quatre nens en intervals de tres a quatre anys. Les alçades mitjanes dels mascles adults era d'1,70 i 1,60 per a dones adultes. La recerca mèdica de les dents revela un règim sa amb proteïna suficient i porcions de carbohidrat baixes i un període d'alletament de dos anys. Les deformacions patològiques serioses d'ossos foren trobades en un 28% dels esquelets Sanzkow adults, menys seriosos en un 44%. La majoria dels adults patien de spondylosis deformans, especialment homes damunt l'edat de vint anys, però també dones damunt l'edat de trenta anys. Combinat amb índexs alts d'arthrosis deformans, de la mateixa manera afectant principalment mascles, i unes altres deformacions d'esquelet, això suggereix una condició física alta especialment de la població mascla. Un índex extraordinàriament alt de fractures d'ossos (un 15% de la població adulta, principalment homes) indica implicació massiva en batalles i accidents. Les lesions de cranis, des de cops, espases i fletxes eren també comunes. Dos cossos a Sanzkow estaven enterrats com vampirs. Per a un d'aquestos, hi ha evidència a favor d'una lesió de cap que podria haver ocasionat disfuncions de cervell, i fou enterrat amb tres roques grans posades a la seva cara, pit i cames. Una dona tenia una dentadura, i hi ha també evidència a favor de trepanacions.